# Le Destet

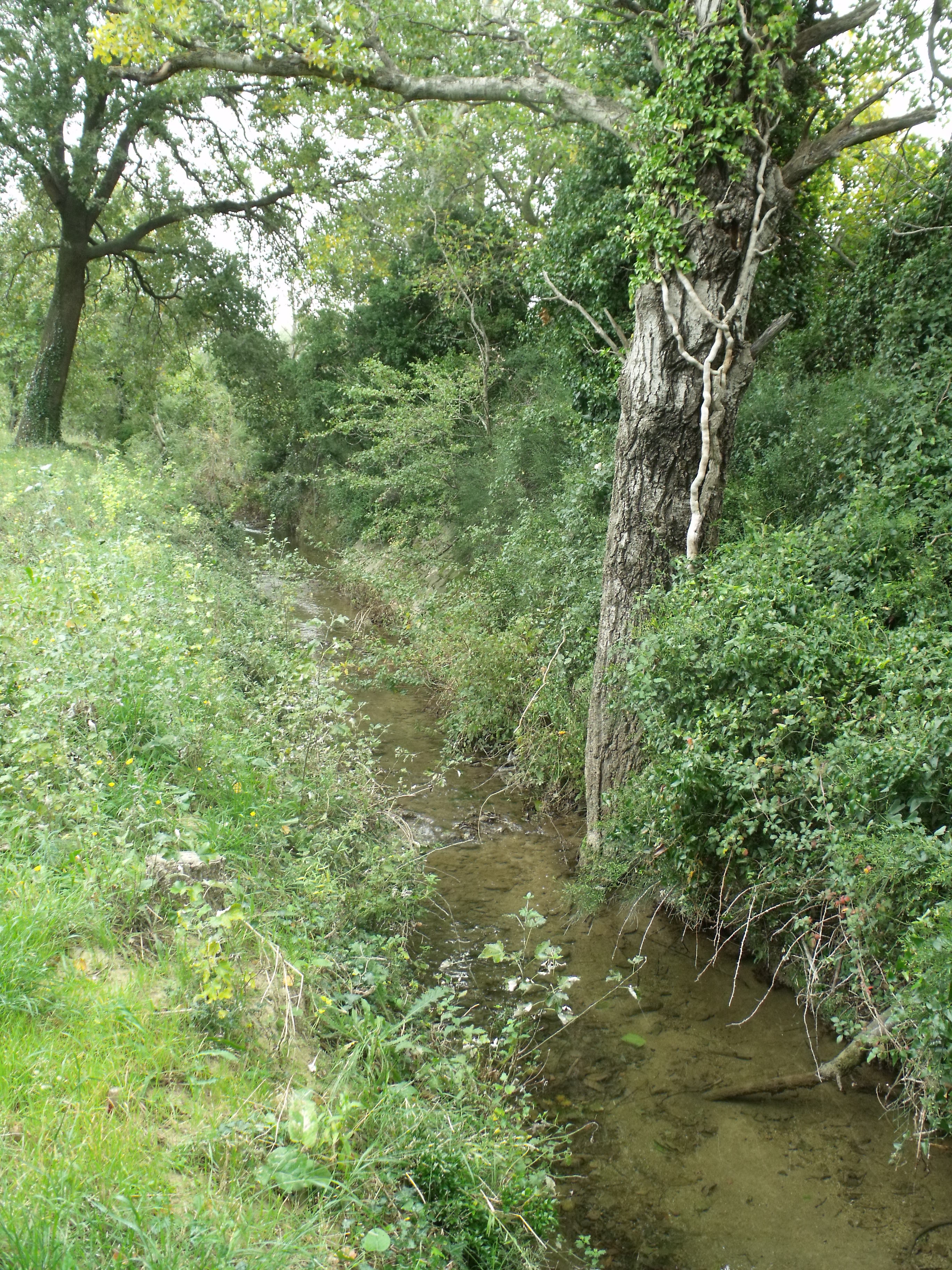
Der Gaudre du Destet

Le Destet ist ein Ortsteil der südfranzösischen Gemeinde Mouriès im Département Bouches-du-Rhône. Der Weiler liegt inmitten der Alpilles.
Le Destet befindet sich an einer Kreuzung der Departementsstraßen 24 (Mouriès-Eygalières) und 78 (nach Maussane-les-Alpilles). In der Nähe befindet sich eine signifikante Kalksteinformation aus der Kreidezeit. Bei Le Destet verläuft der 8,2 Kilometer lange Bach Gaudre du Destet. Der provenzalische Dichter Charloun Rieu aus Paradou schrieb in einem Werk von 1966 über den Weiler.